# Адам, Тео
Тео А́дам (нем. Theo Adam; 1 августа 1926, Дрезден — 10 января 2019, там же) — немецкий оперный певец (бас-баритон), оперный режиссёр. Лауреат Национальной премии ГДР (1969). Каммерзенгер Венской и Баварской государственных опер.

## Биография
Теодор Адамс родился в 1926 году в Дрездене. С 1937 по 1944 год Адам был членом церковного хора в Дрездене, затем как солдат вермахта попал в плен. Учился вокалу в Дрездене и Веймаре. С 1946 по 1949 год он был преподавателем в Дрездене, брал уроки пения у Рудольфа Диттриха и получил в 1949 году приглашение в государственную оперу Дрездена. С 1953 года он состоял в труппе Берлинской государственной оперы, уже в 1952 году Адам дебютировал в Байрейте и с 1954 года был приглашён в оперу Франкфурта-на-Майне и Венскую государственную оперу.
В 1955 году получил почётное звание каммерзенгера (Берлинской оперы). В 1969 году дебютировал в Метрополитен-опера (Нью-Йорк) и работал с 1972 года в качестве режиссёра-постановщика опер Вагнера, Моцарта, Чайковского и Штрауса. С 1978 по 1991 год Адам был членом Берлинской академии художеств. В 1979 году он преподавал в качестве профессора в Дрезденской Высшей школе музыки им. Карла Марии фон Вебера и получил почётное звание каммерзенгера Венской оперы. В 1980 г. стал каммерзенгером Баварии. С 1981 по 1999 год участвовал в Зальцбургских фестивалях.

В 1982 году он стал членом совета по музыке ГДР и президентом попечительского совета государственной оперы Дрездена. За свою деятельность был отмечен в ГДР в 1969 году национальной премией ГДР, в 1979 году медалью Йоганнеса Бехера, в 1980 г. Премией Роберта Шумана, в 1984 году орденом Заслуг перед Отечеством и в 1989 году орденом «Звезда дружбы народов».

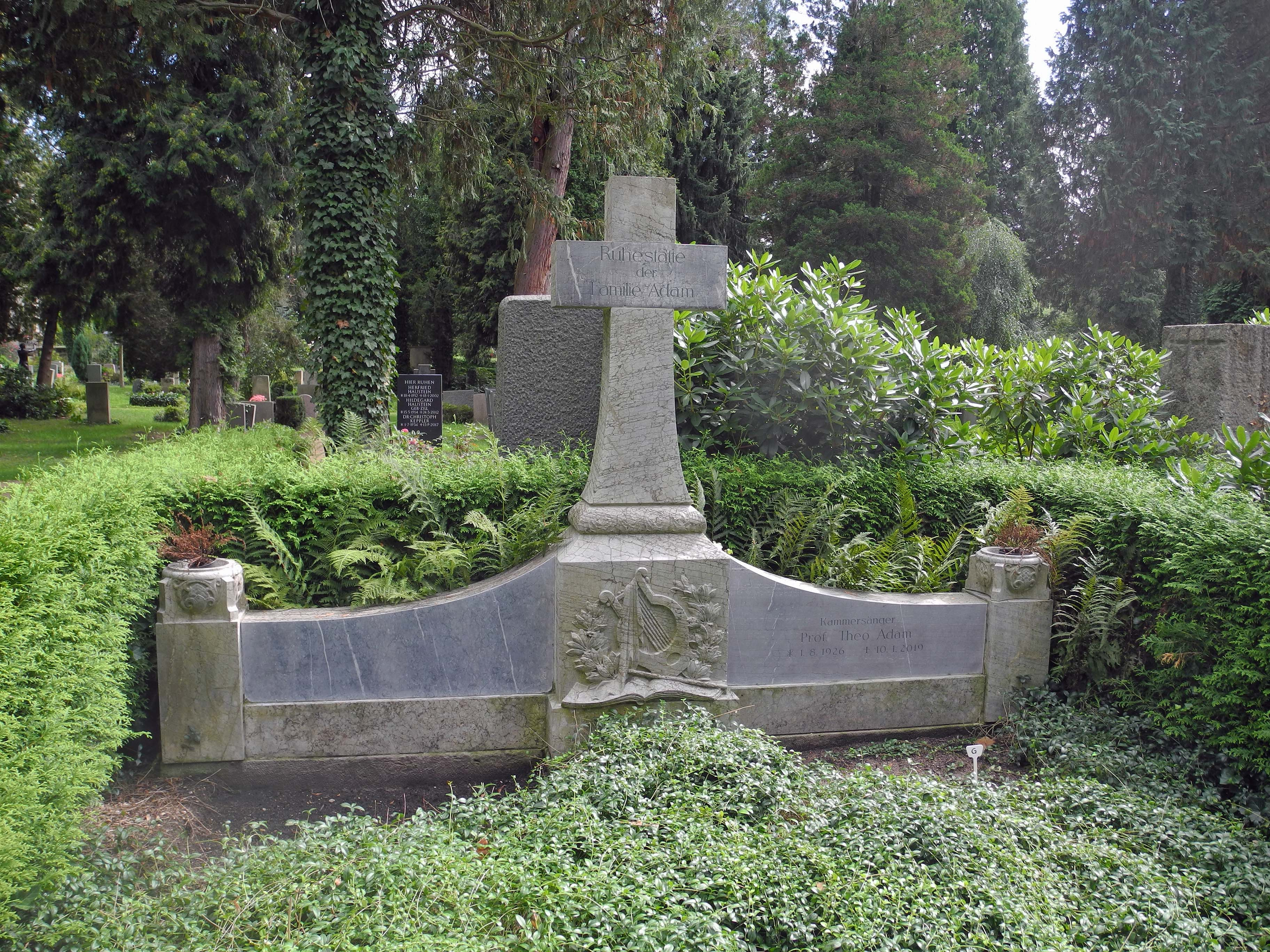
Могила Тео Адама на Лошвицком кладбище Дрездена

 В 1990 году Адам стал почётным членом Немецкого музыкального совета, а в 1994 году почётным членом оперы Земпера в Дрездене. В 1995 году получил орден «За заслуги перед Федеративной Республикой Германия». В 2000 году был избран по предложению профессора доктора Ханса Пишнера почётным членом Международного общества по содействию молодым артистам (ISSA) в Берлине, сегодняшнем «Европейском культурном цехе» (EKW). 2 декабря 2006 года Тео Адам в последний раз вышел на сцену, исполнив партию отшельника в опере «Волшебный стрелок» Вебера в Дрезденской опере.
Скончался 10 января 2019 года в Дрездене и был похоронен на Лошвицком кладбище Дрездена.
Тео Адам обладал бархатистым «тёмным» тембром, искусством звуковедения владел в совершенстве. Бас-баритон Адам имел мировую известность, прежде всего, как интерпретатор партий в операх Вагнера и Р. Штрауса, как исполнитель романсов и песен Брамса, Шуберта, Штрауса и Х. Вольфа и как солист-исполнитель ораторий. Его воплощение роли Вотана в «Кольце нибелунга» признано высоким образцом. Тео Адам жил в Дрездене, был женат, имел троих детей (близнецов и одного сына).
Среди записей партии Вотана в «Валькирии» и «Зигфриде» (дирижер Яновский, Eurodisc), Барона Окса (дирижер Бём, Deutsche Grammophon) и другие.